# Avangárd Stadion
Az Avangárd Stadion egy labdarúgó stadion Ungváron, amelyben a FK Ungvár labdarúgó csapata játssza hazai mérkőzéseit. A stadion 12 000 ezer fő befogadására alkalmas.

## A stadionban játszott válogatott mérkőzések
| #  | Dátum             | Kiírás     | Hazai csapat | Vendégcsapat | Eredmény | Nézőszám |
| -- | ----------------- | ---------- | ------------ | ------------ | -------- | -------- |
| 1. | 1991. március 29. | barátságos | Ukrajna      | Magyarország | 1-3      | 14 000   |